# Espace Schengen
L'espace Schengen comprend les territoires de 29 États européens — 25 États membres de l'Union européenne et 4 États associés membres de l'Association européenne de libre-échange — qui ont mis en œuvre l'accord de Schengen et la convention de Schengen, signés à Schengen (Luxembourg) en 1985 et 1990. L'espace Schengen fonctionne comme un espace unique en matière de voyages internationaux et de contrôles frontaliers, où le franchissement des frontières intérieures s'effectue librement, sans passeport, sans contrôle.
Les normes de l'espace Schengen ont été absorbées par le droit de l'Union européenne grâce au traité d'Amsterdam en 1999, bien que l'espace comprenne aussi quatre États non membres de l'Union européenne (l'Islande, le Liechtenstein, la Norvège et la Suisse) et, de facto, trois micro-États européens enclavés dans cet espace (Monaco, Saint-Marin et le Vatican). Tous les États de l'Union, sauf l'Irlande, doivent, à terme, mettre en œuvre l'acquis de Schengen et seul Chypre n'y participe pas encore. L'espace Schengen englobe actuellement près de 457 millions d'habitants sur une superficie de 4 638 176 km2. Il fait aujourd'hui partie de l'espace de liberté, de sécurité et de justice européen. Le 8 décembre 2022, les ministres européens de l'Intérieur approuvent l'adhésion de la Croatie au 1er janvier 2023 et rejettent les demandes de la Roumanie et de la Bulgarie.
Le 27 décembre 2023, un accord politique est conclu sur l'extension de la zone Schengen « aux frontières aériennes et maritimes » roumaines et bulgares à partir du 31 mars 2024.
Le 12 décembre 2024, les pays de l’Union européenne donnent leur accord à l’adhésion complète de la Roumanie et de la Bulgarie à l’espace de libre circulation Schengen à partir du 1er janvier 2025, après des années d’attente.
La mise en œuvre des normes de l'espace Schengen implique l'élimination des contrôles frontaliers entre les membres de l'espace Schengen et un renforcement des contrôles frontaliers entre les membres de l'espace Schengen et ceux qui n'en sont pas membres (frontières dites « extérieures »). Enfin, cela implique des dispositions concernant une politique commune sur le séjour temporaire des personnes (dont le visa Schengen, jusqu'à trois mois), l'harmonisation des contrôles aux frontières extérieures, une coopération policière transfrontalière et une coopération judiciaire.

## Histoire
L'espace Schengen est créé le 26 mars 1995 quand les accords de Schengen et sa convention d'application furent mis en œuvre par cinq États membres de l'Union européenne , l'Allemagne, la France, les Pays-Bas, le Luxembourg et la Belgique. Durant les négociations qui ont conduit à la signature du traité d'Amsterdam en 1997, les dirigeants de l'Union se sont accordés pour intégrer l'accord de Schengen, la convention d'application, et les réglementations qui en découlent dans le droit de l'Union européenne, plus précisément, dans l'acquis communautaire. Ils ont ainsi fait d'une coopération externe au cadre de l'Union, un des principaux acquis de celle-ci. Ceci fut officiel lors de l'entrée en vigueur du traité d'Amsterdam en 1999.
Des préoccupations existaient en ce qui concerne les frontières de l'Autriche avec les anciens États communistes à l'est et au sud. Par conséquent, l'adhésion de l'Autriche a été retardée jusqu'à ce que les procédures puissent être évaluées et mises en place. Dans le cas de l'entrée tardive de l'Italie, les préoccupations concernaient la sécurisation des côtes du pays du fait du nombre d'immigrants en provenance d'Afrique du Nord, d'Asie et des Balkans. Finalement, les deux États ont été admis en 1997, plus d'un an et demi après les pays d'origine.
« Les frontières intérieures peuvent être franchies en tout lieu sans que des vérifications aux frontières soient effectuées sur les personnes, quelle que soit leur nationalité », mais dans certaines circonstances (en cas de « menace grave pour l'ordre public ou la sécurité intérieure » et « en derniers recours »), un État membre peut déroger à ce principe. Le 26 avril 2022, la Cour de justice de l'Union européenne (CJUE) a précisé qu’en vertu du principe de liberté de circulation au sein de l'espace Schengen, un État membre ne peut rétablir des contrôles à ses frontières intérieures pour une durée excédant 10 jours, ou 6 mois avec contrôle des motivations de cette prolongation par l'Europe)… sauf apparition d'une nouvelle menace, distincte de la précédente. Le contrôle d'identité réalisé dans ce cadre (rétablissement des contrôles aux frontières intérieures) devient illégal après ces 6 mois.

## Bénéfices
En pratique, l'espace Schengen compte chaque jour jusqu'à 3,5 millions de traversées de frontières internes par des personnes.

### Touriste d'un État membre à un autre État membre
L'espace Schengen donne aux citoyens le droit d'être touriste jusqu'à trois mois dans un autre État membre, avec une carte d'identité ou un passeport en cours de validité.
Lorsqu'ils vivent dans un autre État membre, ces citoyens ont les mêmes droits que les ressortissants de l'État hôte.

## Étendue

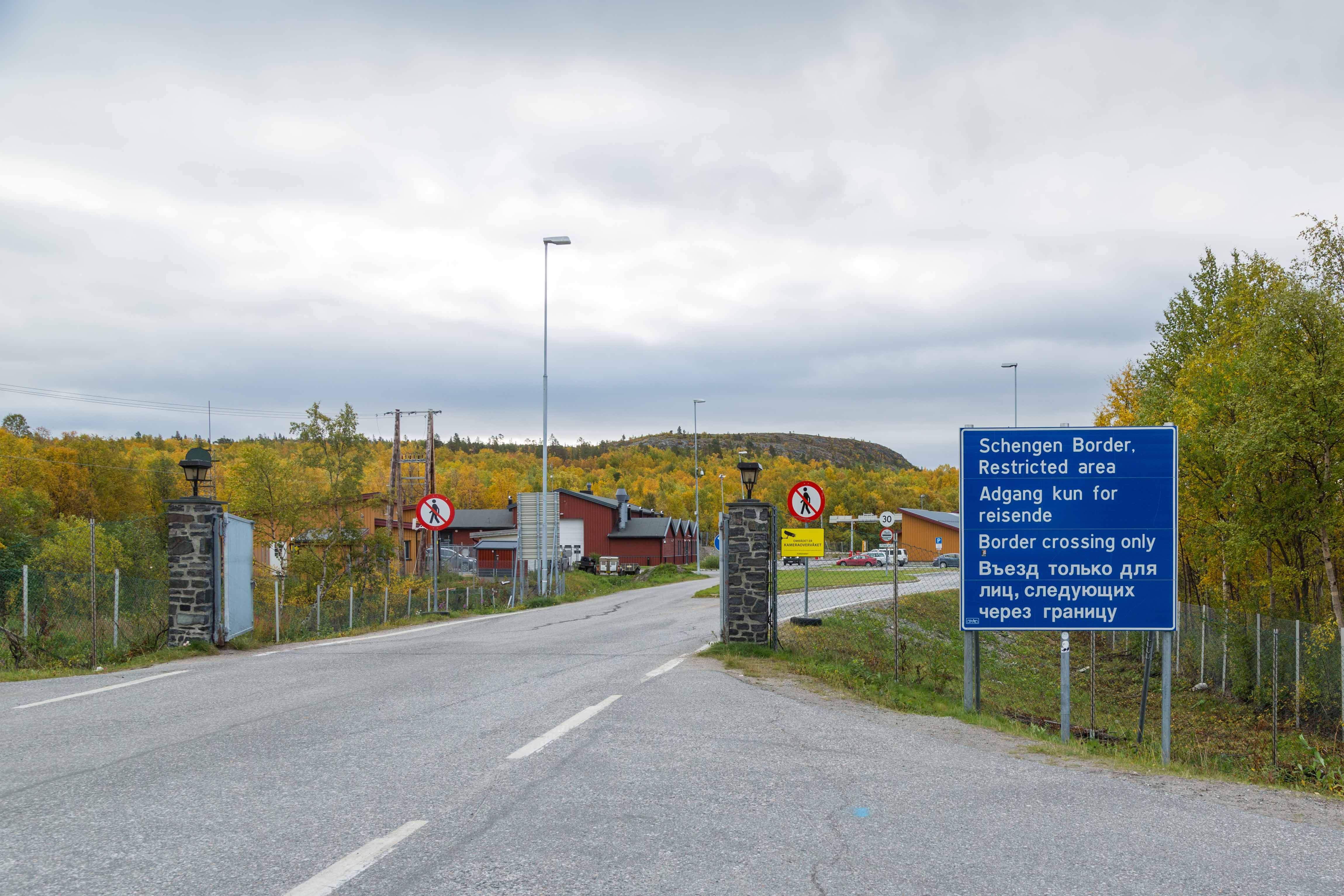
Au nord du cercle arctique, depuis la Norvège, arrivée par la route européenne 105 au poste frontière de Storskog, avant l'entrée en Russie (2015). Le panneau bleu de droite, multilingue, indique qu'il s'agit d'une des frontières (en l'occurrence, extérieure) de l'espace Schengen que le voyageur s'apprête donc ici à quitter.

L'espace Schengen comprend actuellement 29 États membres dont tous sauf quatre sont membres de l'Union européenne. Parmi les États non-membres de l'Union, l'Islande a retiré sa candidature à l'Union européenne le 12 mars 2015 et fait partie, avec la Norvège, de l'Union nordique des passeports. Ces deux États sont officiellement classés le 5 juin 2005 comme États associés aux « activités Schengen » de l'Union. Le troisième, la Suisse, y a adhéré le 12 décembre 2008 après qu'un référendum facultatif portant sur la participation de la Suisse aux conventions de Schengen et de Dublin fut approuvé par 54,8 % des votants. Le quatrième, le Liechtenstein, a rejoint l'espace Schengen le 19 décembre 2011.
De facto, l'espace Schengen comprend plusieurs micro-États qui maintiennent leurs frontières ouvertes ou semi-ouvertes avec les États membres de l'espace Schengen.
Un État-membre de l'Union – l'Irlande – a négocié une option de retrait de l'espace Schengen et continue d'effectuer des contrôles systématiques aux frontières avec les autres États membres de l'Union. Le Royaume-Uni était dans le même cas quand il faisait partie de l'Union.
Avant de mettre en œuvre les règles de Schengen, chaque État doit se préparer dans cinq domaines : les frontières extérieures (aériennes, maritimes et terrestres), les visas, la coopération policière, la protection des données personnelles, le système d'information Schengen, et se faire évaluer. Cette évaluation comporte un questionnaire et des visites des experts de l'Union dans les institutions et les secteurs sélectionnés.

### États membres

#### Actuels
| État                      | Territoires exclus                                     | Superficie (km²) | Population          | Signature        | Date de mise en œuvre |
| ------------------------- | ------------------------------------------------------ | ---------------- | ------------------- | ---------------- | --------------------- |
| Allemagne                 |                                                        | 357 569          | +83 445 000, (2024) | 14 juin 1985     | 26 mars 1995          |
| Autriche                  |                                                        | 83 882           | +09 158 750, (2024) | 28 avril 1995    | 1er décembre 1997     |
| Belgique                  |                                                        | 30 667           | +11 832 049, (2024) | 14 juin 1985     | 26 mars 1995          |
| Bulgarie                  |                                                        | 110 996          | +06 445 481, (2024) | 1er janvier 2007 | 31 mars 2024          |
| Croatie                   |                                                        | 56 594           | +03 861 967, (2024) | 9 décembre 2011  | 1er janvier 2023      |
| Danemark                  | Groenland et les îles Féroé                            | 42 925           | +05 961 249, (2024) | 19 décembre 1996 | 25 mars 2001          |
| Espagne                   | Ceuta et Melilla                                       | 505 983          | +48 610 458, (2024) | 25 juin 1991     | 26 mars 1995          |
| Estonie                   |                                                        | 45 336           | +01 374 687, (2024) | 1er mai 2004     | 21 décembre 2007      |
| Finlande                  |                                                        | 338 363          | +05 603 851, (2024) | 19 décembre 1996 | 25 mars 2001          |
| France                    | France d'outre-mer                                     | 638 475          | +68 401 997, (2024) | 14 juin 1985     | 26 mars 1995          |
| Grèce                     | République monastique du mont Athos                    | 131 694          | +10 397 193, (2024) | 6 novembre 1992  | 26 mars 2000          |
| Hongrie                   |                                                        | 93 012           | +09 584 627, (2024) | 1er mai 2004     | 21 décembre 2007      |
| Islande                   |                                                        | 103 000          | +00395 319, (2024)  | 19 décembre 1996 | 25 mars 2001          |
| Italie                    |                                                        | 302 073          | +58 989 749, (2024) | 27 novembre 1990 | 26 octobre 1997       |
| Lettonie                  |                                                        | 64 594           | +01 871 882, (2024) | 1er mai 2004     | 21 décembre 2007      |
| Liechtenstein             |                                                        | 160              | +00039 822, (2024)  | 28 février 2008  | 19 décembre 2011      |
| Lituanie                  |                                                        | 65 284           | +02 885 891, (2024) | 1er mai 2004     | 21 décembre 2007      |
| Luxembourg                |                                                        | 2 595            | +00672 050, (2024)  | 14 juin 1985     | 26 mars 1995          |
| Malte                     |                                                        | 316              | +00563 443, (2024)  | 1er mai 2004     | 21 décembre 2007      |
| Norvège,                  | Svalbard                                               | 385 207          | +05 550 203, (2024) | 19 décembre 1996 | 25 mars 2001          |
| Pays-Bas                  | Aruba, Curaçao, Saint-Martin et les Pays-Bas caribéens | 37 391           | +17 942 942, (2024) | 14 juin 1985     | 26 mars 1995          |
| Pologne                   |                                                        | 311 928          | +36 620 970, (2024) | 1er mai 2004     | 21 décembre 2007      |
| Portugal                  |                                                        | 92 226           | +10 639 726, (2024) | 25 juin 1991     | 26 mars 1995          |
| Roumanie                  |                                                        | 238 398          | +19 064 409, (2024) | 1er janvier 2007 | 31 mars 2024          |
| Slovaquie                 |                                                        | 49 035           | +05 424 687, (2024) | 1er mai 2004     | 21 décembre 2007      |
| Slovénie                  |                                                        | 20 273           | +02 123 949, (2024) | 1er mai 2004     | 21 décembre 2007      |
| Suède                     |                                                        | 447 424          | +10 551 707, (2024) | 19 décembre 1996 | 25 mars 2001          |
| Suisse                    |                                                        | 41 290           | +09 002 763, (2024) | 26 octobre 2004  | 12 décembre 2008      |
| Tchéquie                  |                                                        | 78 871           | +10 900 555, (2024) | 1er mai 2004     | 21 décembre 2007      |
| Espace Schengen           |                                                        | 4 638 176        | 457 951 379         | 14 juin 1985     | 26 mars 1995          |
| Notes : 1. 2. 3. 4. 5. 6. |                                                        |                  |                     |                  |                       |

#### À venir
Bien que Chypre ait rejoint l'Union en 2004 et soit obligé de rejoindre l'espace Schengen, son accession a été reportée à cause de la partition de l'île. D'après le ministre chypriote des Affaires étrangères Giórgos Lillíkas, « un contrôle strict et complet basé sur l'acquis Schengen créerait un grave dommage quotidien aux Chypriotes turcs », et il n'est pas certain que ce contrôle soit possible avant la résolution du différend. Les bases souveraines britanniques d'Akrotiri et Dhekelia qui se trouvent hors de l'Union, nécessiteront elles aussi la mise en place de nouveaux mécanismes. En mars 2011, aucune date n'avait été fixée pour la mise en œuvre de l'acquis de Schengen à Chypre.
La Bulgarie et la Roumanie veulent rejoindre l'espace Schengen. Cette participation fut approuvée par le Parlement européen en juin 2011 mais fut rejetée par le Conseil en septembre 2011, notamment en raison des inquiétudes des gouvernements finlandais et néerlandais à propos des lacunes dans les mesures anti-corruption et dans la lutte contre le crime organisé,. Bien qu'à l'origine, l'espace Schengen devait ouvrir ses frontières aériennes et maritimes avec la Bulgarie et la Roumanie en mars 2012, et les frontières terrestres en juillet 2012, l'opposition émise par les Pays-Bas reporta l'entrée de ces deux États dans l'espace Schengen. Cet accord est en attente de ratification par le Conseil européen sur recommandation de son président Herman Van Rompuy. Mais depuis 2012, il a été décidé que les deux pays rejoindraient l'espace Schengen après une période de transition.
Le 16 novembre 2022, la Commission européenne, par la voix d'Ylva Johansson, commissaire chargée des affaires intérieures, réaffirme son souhait d'intégrer la Bulgarie, la Croatie et la Roumanie au sein de l'espace Schengen dès le 1er janvier 2023, les ministres européens de l'Intérieur devant se prononcer définitivement le 8 décembre 2022 sur l'élargissement de la zone. La Roumanie et la Bulgarie, entrées en 2007 dans l'UE, sont confrontées aux réticences de certains États. Or l'unanimité des 26 membres de cet espace (22 pays de l'UE plus l'Islande, le Liechtenstein, la Norvège et la Suisse) est nécessaire. Les Pays-Bas émettent des réserves sur la Bulgarie, mettant en cause la corruption dans ce pays. L'Autriche, qui fait face à un afflux de demandeurs d'asile, est opposée à la levée des contrôles aux frontières avec ces deux pays, estimant qu'elle accentuerait la hausse des arrivées de migrants.
Lors du conseil européen organisé à Bruxelles le 8 décembre 2022, les ministres européens de l'Intérieur approuvent l'adhésion de la Croatie et rejettent les demandes de la Roumanie et de la Bulgarie, l'Autriche ayant mis son veto à cet élargissement,. À la suite de la décision négative concernant Sofia et Bucarest, la présidente du Parlement européen, Roberta Metsola, se dit « très déçue » tandis qu'elle salue l'entrée de la Croatie. De son côté Ylva Johansson, commissaire européenne aux affaires intérieures, fait part de sa déception mais se déclare toutefois confiante sur leur adhésion « avant la fin du mandat » de la Commission européenne en 2024. Avec cet accord, la Croatie devient le 1er janvier 2023 le vingt-septième membre de cette vaste zone et rejoint parallèlement la zone euro à cette même date.
| État   | Superficie (km²) | Population         | Signature    | Date possible de mise en œuvre                                             |
| ------ | ---------------- | ------------------ | ------------ | -------------------------------------------------------------------------- |
| Chypre | 9 253            | +00933 505, (2024) | 1er mai 2004 | Dépend en partie de la résolution de la question de la partition de Chypre |

### Exceptions
Certains territoires des États membres n'appliquent pas la convention de Schengen. Ce sont principalement des territoires hors de l'Europe (ou des îles isolées d'Europe).
Les départements d'outre-mer français de la Guyane, de la Guadeloupe, de la Martinique, et de La Réunion, et la collectivité de Saint-Martin ne sont pas dans l'espace Schengen mais font partie de l'Union européenne. Un cinquième département d'outre-mer français, Mayotte, créé le 31 mars 2011, est entré dans l'Union européenne en tant que région ultrapériphérique le 1er janvier 2014. Les autres territoires français sont hors de l'espace Schengen : Saint-Barthélemy, la Nouvelle-Calédonie, la Polynésie française, Saint-Pierre-et-Miquelon, les Terres australes et antarctiques françaises et Wallis-et-Futuna. Concernant Saint-Martin, un visa délivré par les Pays-Bas pour se rendre dans la partie néerlandaise de l'île, est aussi valable pour la partie française.
Seuls les Pays-Bas européens font partie de l'espace Schengen. Les six  territoires néerlandais des Caraïbes se trouvent en dehors. Trois de ces territoires — Bonaire, Saint Eustache et Saba (appelées îles BES) — sont des municipalités spéciales des Pays-Bas. Les trois autres — Aruba, Curaçao et Saint-Martin — sont des États autonomes au sein du royaume des Pays-Bas. Toutes ces îles ont conservé leur statut de pays et territoires d'outre-mer et par conséquent ne font pas partie de l'Union européenne. Ces six territoires ont un système de visa séparé de celui des Pays-Bas européens et les personnes voyageant entre ces îles et l'espace Schengen sont systématiquement contrôlées.
Le Svalbard fait partie de la Norvège et a un statut spécial en droit international. Il ne fait pas partie de l'espace Schengen. Il n'existe pas de régime de visa pour le Svalbard tant pour y entrer que pour y résider ou y travailler, bien qu'il soit difficile de se rendre au Svalbard sans passer par l'espace Schengen (même s'il existe quelques vols depuis la Russie). En 2011, le gouvernement norvégien imposa des contrôles d'identité aux individus souhaitant entrer au Svalbard ou le quitter. La frontière entre le Svalbard et la Norvège a ainsi été considérée comme une frontière extérieure de l'espace Schengen. Un visa Schengen doit avoir des entrées multiples pour permettre de retourner en Norvège. Il n'y a pas d'aide sociale ou de système d'asile pour les immigrants au Svalbard, et les gens incapables de subvenir à leurs besoins peuvent être renvoyés. À l'inverse, l'île norvégienne de Jan Mayen est couverte par l'accord.
Les territoires danois du Groenland et des îles Féroé ne font pas partie de l'Union européenne et de l'espace Schengen, bien que les îles Féroé fassent partie de l'Union nordique des passeports. Le visa danois n'est pas automatiquement valable pour ces deux territoires. Cependant, il a été négocié dans l'accord d'association avec le Danemark que les personnes voyageant entre les îles Féroé et le Groenland d'une part, et les États membres de Schengen d'autre part, ne soient pas assujetties à des contrôles aux frontières. Les traditionnels accords de libre circulation des services, des personnes, de la liberté d'établissement et du capital ne sont pas applicables sur ces deux territoires.
Enfin, en Grèce, la province du mont Athos fait partie de l'espace Schengen bien qu'un permis spécial soit demandé pour y entrer et que —  en toutes circonstances — les femmes y soient interdites.

### États membres sujets à unopt-out(option de retrait)
- États membres de l'UE participant
- États membres de l'UE ne participant pas, mais obligé de rejoindre
- États membres de l'UE avec un opt-out
- États non membres de l'UE participant
- États non membres de l'UE participant de facto
- États non membres de l'UE avec une frontière ouverte

L'Irlande et le Royaume-Uni étaient les deux seuls États membres de l'Union qui, avant l'extension de 2004, n'avaient pas signé les accords de Schengen. Les deux États partagent la Zone commune de voyage (zone de déplacement sans frontière) qui permet à leurs citoyens voyageant entre l'Irlande d'une part, et le Royaume-Uni et les dépendances de la Couronne (Jersey, Guernesey et l'île de Man) d'autre part, de ne pas être soumis à des contrôles aux frontières.
Le Royaume-Uni a refusé de participer à la convention de Schengen à cause des dispositions liées aux contrôles des passeports. L'argument britannique étant que, pour une île, les contrôles aux frontières seraient la façon la plus efficace et la moins intrusive d'empêcher l'immigration illégale contrairement aux autres mesures telles que les cartes d'identité, les permis de résidence ou l'enregistrement auprès des services de police qui seraient appropriés pour les États ayant une « frontière terrestre étendue et perméable ». L'Irlande ne partage pas le point de vue britannique mais n'a pas signé la convention d'application de l'accord de Schengen car « [il] ne serait pas dans l'intérêt de l'Irlande de créer une situation dans laquelle la zone de déplacement sans frontière avec le Royaume-Uni serait supprimée » car cela forcerait l'Irlande à « imposer des contrôles d'entrée et de sortie du territoire pour les personnes voyageant entre l'Irlande et le Royaume-Uni, notamment en ce qui concerne la frontière terrestre avec l'Irlande du Nord »,,.
Lorsque la convention de Schengen a été intégrée à l'UE par le traité d'Amsterdam, l'Irlande et le Royaume-Uni ont obtenu un opt-out concernant la partie du traité qui intégrait l'acquis de Schengen dans le droit de l'Union européenne. Dans le cadre du protocole pertinent, l'Irlande et le Royaume-Uni peuvent demander à participer à certains aspects de l'acquis de Schengen, mais cette participation est soumise à l'approbation des États membres de l'espace Schengen,,.
Le Royaume-Uni a officiellement demandé à participer à certaines dispositions de l'acquis de Schengen (notamment le titre III relatif à la Coopération judiciaire et à la police) en 1999. Cette requête a officiellement été acceptée par le Conseil de l'Union européenne le 29 mai 2000. La participation du Royaume-Uni dans les domaines approuvés par le Conseil des ministres fut mise en œuvre par une décision du Conseil de 2004 qui est entrée en vigueur le 1er janvier 2005.
À l'inverse, l'Irlande avait demandé, en 2002, à participer à l'acquis Schengen. Cette requête avait été approuvée par le Conseil de l'Union européenne, mais cette décision n'a pas encore été mise en œuvre. En février 2010, le ministre irlandais de la Justice, en réponse aux questions parlementaires, avait déclaré que « [les] mesures qui permettront à l'Irlande de remplir les exigences de Schengen sont en cours de progression ».
Un précédent rapport en date 1999 fait par le comité restreint sur l'Union européenne de la Chambre des lords recommandait la « pleine participation du Royaume-Uni » à l'ensemble des aspects présents dans la convention d'application de l'accord de Schengen.

### Statuts des micro-États européens
Les États d'Andorre, Monaco, Saint-Marin et du Vatican ne font pas partie de la convention de Schengen et donc de l'espace Schengen.

#### Andorre
L'Andorre ne fait pas partie de l'espace Schengen et des contrôles aux frontières subsistent tant du côté espagnol que français. Les citoyens des États membres de l'Union européenne doivent porter une carte d'identité ou un passeport en cours de validité pour entrer en Andorre, tandis que les nationaux d'États tiers doivent porter un passeport ou équivalent. Les voyageurs qui ont besoin d'un visa pour entrer dans l'espace Schengen doivent avoir un visa à plusieurs entrées pour aller en Andorre car se rendre en Andorre signifie quitter l'espace Schengen.

#### Monaco
Monaco, qui borde la mer Méditerranée, applique l'accord Schengen en raison de l'Union douanière franco-monégasque prévue par diverses conventions internationales. Les normes de Schengen s'y appliquent comme en France. Le permis de résidence monégasque est équivalent à un visa Schengen.

#### Saint-Marin et le Vatican
Saint-Marin et le Vatican sont enclavés en Italie avec laquelle leurs frontières sont ouvertes et sont ainsi de facto intégrés à l'espace Schengen. Ils ne peuvent cependant pas délivrer de visa. À Saint-Marin, il y a toutefois certains contrôles aléatoires effectués par les Carabinieri, la Polizia di San Marino et la Guardia di Finanza. En 2006, le Vatican a envisagé de rejoindre l'espace Schengen car une coopération rapprochée permettrait d'améliorer le partage des informations et les activités similaires couvertes par le système d'information Schengen.

#### Liechtenstein
Le Liechtenstein est membre de la zone Schengen depuis le 19 décembre 2011. Depuis 1919, la politique étrangère du Liechtenstein a été prise en charge par la Suisse, et la principauté partage une frontière ouverte avec la Suisse,. En tant que membre de l'Espace économique européen, il applique l'acquis sur la liberté de circulation des personnes de l'Union. Le Liechtenstein demande son adhésion à la zone Schengen à l'automne 2005. Le Conseil de l'Union européenne a donné son accord pour démarrer les négociations en février 2006. Celles-ci ont abouti et le Liechtenstein a signé l'accord le 28 février 2008, puis l'a ratifié le 7 mars 2011,. La décision du Conseil relative à l'application de la convention de Schengen au Liechtenstein a été publiée au Journal officiel de l'Union européenne du 16 décembre 2011. Entre l'adhésion de la Suisse en 2008, et celle du Liechtenstein en 2011, les passages entre les deux États étaient surveillés par des caméras de sécurité.

## Bases légales

### Dispositions des traités de l'Union européenne
La base juridique de Schengen au sein des traités de l'Union européenne a été insérée dans le traité instituant la Communauté européenne au travers de l'article 2 point 15 du traité d'Amsterdam. Ce dernier insérait un nouveau titre, le titre IV, appelé « Visas, asile, immigration et autres politiques liées à la libre circulation des personnes » dans le traité. Le traité de Lisbonne a substantiellement modifié les dispositions des articles contenus dans le titre, renommé « espace de liberté, de sécurité et de justice » (devenu le titre V), et le divisa en cinq chapitres, appelés « Dispositions générales », « Politiques relatives aux contrôles aux frontières, à l'asile et à l'immigration », « Coopération judiciaire en matière civile », « Coopération judiciaire en matière pénale », et « Coopération policière ».

### Accord de Schengen et convention de Schengen
À l'origine, le fondement juridique de l'espace Schengen était extérieur à la Communauté économique européenne. Il a été établi comme un sous-ensemble (une sorte de coopération renforcée) par certains États membres de la Communauté par l'intermédiaire de deux accords internationaux :
- l'accord de Schengen de 1985 : accord entre les gouvernements des États du Benelux, de l'Allemagne et de la France pour abolir graduellement les contrôles à leurs frontières communes ;
- la convention de Schengen de 1990 : convention d'application des accords de Schengen du 14 juin 1985.

Du fait de leur intégration dans le droit de l'Union européenne par le traité d'Amsterdam, l'accord et la convention de Schengen ont été publiés dans le Journal officiel de l'Union européenne par une décision du Conseil des ministres. En conséquence, l'accord et la convention peuvent être amendés par des règlements.

## Régulation des frontières internes

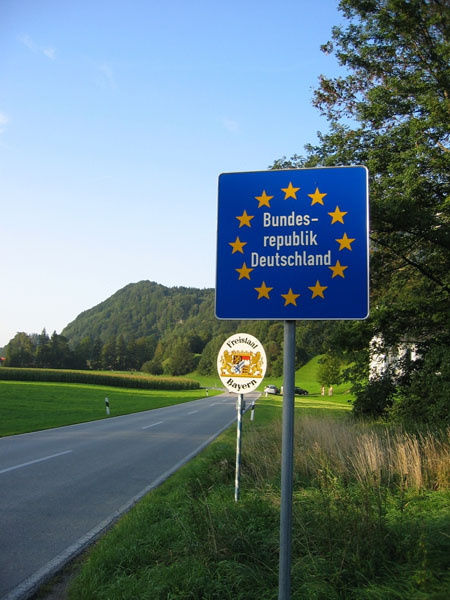
Une frontière intérieure à l'espace Schengen classiquement n'a pas de poste frontière mais uniquement un panneau indicateur accueillant le visiteur dans l'État de l'Union (ici entre l'Allemagne et l'Autriche). Le panneau bleu annonce l'entrée dans la République fédérale d'Allemagne en allemand, le plus petit, en blanc, signale l'arrivée en Bavière.

### Règles générales
Avant la mise en œuvre de l'accord de Schengen, la plupart des frontières de l'Union européenne faisaient l'objet de patrouille et un vaste réseau de postes frontières existait dans le continent afin de contrôler l'identité et le but des personnes souhaitant passer d'un pays à l'autre.
Depuis la mise en œuvre des accords de Schengen, les postes frontières ont été fermés (et souvent entièrement détruits) entre les États participants. Le Code frontières Schengen requiert que les États participant suppriment tous les obstacles à la libre circulation dans les frontières internes de l'espace. Par conséquent, les passagers empruntant la route, les voies de chemin de fer, ou les aéroports, ne voient plus leur identité systématiquement contrôlée par des gardes frontières lorsqu'ils voyagent dans des « États Schengen », bien que des contrôles de sécurité effectués par les transporteurs soient toujours possibles. Selon la Cour de justice de l'Union européenne (CJUE), ceci n'interdit pas à un État de contrôler l'identité des personnes aux alentours de la frontière, dans les trains et dans les gares. Ces contrôles peuvent être effectués en vue de prévenir l'entrée illicite sur le territoire d'un État membre, dans la mesure où cela n'a pas un effet équivalent à celui des vérifications aux frontières.
Un « État Schengen » peut rétablir les contrôles frontaliers avec un autre État de l'espace s'il existe une « menace grave pour l'ordre public ou la sécurité intérieure » de l'État. Cette réintroduction doit être temporaire, avec une durée initiale de 30 jours maximum, mais peut être prolongée indéfiniment. Lorsque la menace découle d'événements prévisibles, l'État en question doit préalablement notifier son intention à la Commission européenne et consulter les autres États de l'espace Schengen. En avril 2010, Malte réintroduisit temporairement les contrôles frontaliers en raison de la visite du pape Benoît XVI.
Lors de voyages aériens au sein de l'espace Schengen, certaines compagnies aériennes demandent l'identification des passagers (généralement par un passeport ou une carte d'identité) aux comptoirs ou aux portes d'embarquement,. Ces pratiques ne constituent pas un contrôle officiel de la frontière mais servent à établir l'identité des passagers. Cependant, certains vols au sein de l'espace Schengen sont considérés comme des vols non-Schengen. Par exemple, les voyageurs utilisant la compagnie aérienne chilienne LAN entre l'aéroport Adolfo Suárez de Madrid-Barajas et l'aéroport de Francfort-Rhein/Main doivent passer par les portes sortie de Schengen à Madrid et entrée dans l'espace Schengen à Francfort-sur-le-Main. En effet, Madrid constitue une escale sur la route aérienne Santiago du Chili - Francfort-sur-le-Main, et par conséquent les autorités allemandes n'auraient aucun moyen de faire la différence entre les passagers ayant embarqué à Santiago du Chili et ceux ayant embarqué à Madrid sans ces contrôles.
Selon les règles Schengen, les hôtels et autres types d'hébergements commerciaux doivent enregistrer tous les citoyens étrangers, y compris les citoyens des autres États Schengen, en demandant à ce qu'ils remplissent en main propre une « fiche de déclaration ». Ceci ne s'applique pas aux conjoints ou mineurs les accompagnant ainsi qu'aux membres des groupes de voyage. En outre, un document d'identité valable doit être présenté à la directrice ou au personnel de l'hôtel. Les règles de Schengen n'ont pas besoin d'autres procédures : ainsi, les États Schengen sont libres de donner plus de détails sur le contenu des formulaires d'inscription ainsi que sur le type de documents d'identité qui doivent être produits. L'application de ces règles varie selon les pays.
L'Union européenne constitue une union douanière et une zone de TVA unifiée. L'effet de ces dispositions est d'interdire l'imposition systématique, les contrôles douaniers ou les procédures administratives concernant les marchandises aux frontières entre les États membres de l'UE. En conséquence, les frontières entre les États Schengen sont devenues en grande partie invisibles. Cependant, tous les États Schengen, ou du moins tout le territoire d'un État Schengen, ne font pas obligatoirement partie de l'union douanière et de la « zone TVA », de telle sorte que certains contrôles sur les marchandises entrant ou sortant de l'union douanière et/ou domaine de la TVA intracommunautaire sont inévitables. Afin d'éviter que les contrôles douaniers deviennent de nouveaux types de contrôles des passeports dans les frontières internes de l'espace Schengen, le Code frontières Schengen interdit les contrôles systématiques d'acquittement des taxes et de douane.

### Controverses

#### Projet de contrôles douaniers par le Danemark
En juillet 2011, le Danemark a renforcé ses contrôles douaniers en justifiant cette mesure comme étant destinée à lutter contre l'immigration illégale et la criminalité organisée. Cette mesure a été critiquée par l'Allemagne et par la Commission européenne qui soutenaient que la décision danoise était contraire au principe de libre circulation,.
La Commissaire aux Affaires intérieures Cecilia Malmström a écrit sur son blog en mai 2011 que la mesure danoise pourrait être une violation du droit de l'Union européenne. En juillet 2011, elle a déclaré : « Nous sommes en train d'évaluer toutes les informations fournies par le Danemark au sujet de leurs plans visant à renforcer les contrôles douaniers aux frontières. Mais la décision finale, qui déterminera si les normes danoises sont en accord avec le droit communautaire, dépendra aussi de la façon dont elles seront mises en pratique. C'est pourquoi, en accord avec les autorités danoises, j'ai décidé aujourd'hui d'envoyer des experts de la Commission au Danemark demain afin d'évaluer la manière dont les mesures ont été mises en œuvre ». Au terme de ce contrôle, Cecilia Malmström a exprimé sa préoccupation sur le fait que la mission des experts n'avait pas donné les précisions recherchées.
En octobre 2011, le gouvernement d'Helle Thorning-Schmidt (qui venait d'être élue) a aboli les mesures de son prédécesseur en matière de contrôle frontalier et a réintroduit les procédures Schengen normales. Toutefois, en février 2016, le gouvernement libéral du Danemark a décidé de rétablir le contrôle aux frontières.

#### Contrôles français à l'encontre des migrants nord-africains
Après la révolution tunisienne de 2010-2011, le gouvernement italien accorda un permis de résidence de 6 mois à 25 000 migrants tunisiens,. Ce permis permettait à ces migrants de voyager librement dans l'espace Schengen. En réponse à cette décision, l'Allemagne et la France menacèrent d'imposer des contrôles frontaliers afin de limiter l'arrivée de réfugiés tunisiens sur leur territoire. En avril 2011, pendant plusieurs heures, la France bloqua des trains transportant des migrants à la frontière franco-italienne à Vintimille.
En mai 2011, à la demande de la France, la Commissaire aux Affaires intérieures, Cecilia Malmström proposa qu'une plus grande latitude soit laissée aux États pour le rétablissement temporaire des contrôles frontaliers en cas de pression migratoire forte et imprévue, ou en cas de mauvaise protection des frontières extérieures de l'Union de la part d'un État. Une telle procédure est déjà prévue par l'article 2.2 pour des raisons d'ordre public ou de sécurité (cf. les mesures d'accompagnement). Ce débat fut cependant rouvert par la crainte de voir un nombre trop important de réfugiés atteindre l'Union. Une première réunion des ministres européens de l'intérieur avait eu lieu dès le 11 avril 2011.
La réforme de la convention de Schengen a animé les débats au sein de la sphère politique européenne mais aussi nationale. Les socialistes au Parlement européen ont demandé un traitement au niveau européen de la question et ont appelé à la mise en œuvre des mécanismes de solidarité prévus dans la convention de Schengen. Le Conseil européen a traité cette question lors du sommet du 23-24 juin 2011, demandant à la Commission de faire une proposition pour septembre 2011.
Le 25 juillet 2011, en rendant l'évaluation finale de la Commission européenne sur les mesures prises par l'Italie et la France, la Commissaire des Affaires intérieures a déclaré : « sur un plan formel, les mesures prises par les autorités italiennes et françaises étaient conformes à la législation de l'UE. Cependant, je regrette que l'esprit des règles de Schengen n'ait pas été pleinement respecté ». Cecilia Malmström a également appelé à ce qu'une interprétation plus cohérente des règles de Schengen et un fort système d'évaluation et de surveillance pour l'espace Schengen soit mis en place.

#### Suspensions depuis 2015

Les lignes jaunes indiquent des contrôles aux frontières temporaires.

À la suite notamment de la crise migratoire en Europe de 2015, les contrôles aux frontières de dix États membres ont été provisoirement rétablis sur tout ou partie de leur tracé conformément aux dispositifs prévues par les accords de Schengen qui permettent de déroger à la règle pendant 2 ans et 8 mois :
- Belgique vis-à-vis de la France (en raison de la possibilité de démantèlement de la jungle de Calais)[81] ;
- Suède autour de l'Øresund[82] ;
- Danemark, vis-à-vis de l'Allemagne[83] ;
- Allemagne, vis-à-vis de l'Autriche[84] et de la Tchéquie[85] ;
- Autriche, vis-à-vis de la Slovénie[86] ;
- France (totalité des frontières pour la COP21 et pour les attentats de novembre 2015)[87] ;
- Pays-Bas[88] (ensemble des frontières) ;
- Slovaquie, vis-à-vis de l'Autriche et la Hongrie[89] ;
- Tchéquie, vis-à-vis de l'Autriche[89] ;
- Italie, vis-à-vis de l'Autriche[90].

Par la suite :
Plusieurs pays tels que la France et l'Allemagne renouvellent constamment les contrôles aux frontières tous les 6 mois.
Les Jeunes Européens fédéralistes ont lancé une pétition pour l'arrêt des contrôles aux frontières en Allemagne qui ont lieu depuis fin 2024. En France, des associations ont porté plainte pour non-respect du code frontières Schengen, suite aux contrôles aux frontières qui ont lieu de manière aléatoire depuis fin 2015.
La Cour de justice de l'Union européenne décide en 2022 que la réintroduction des contrôles ne doit pas excéder six mois. Leur renouvellement doit être lié à « une nouvelle menace grave affectant (l')ordre public ou (la) sécurité intérieure, qui est distincte de celle initialement identifiée ». Sommé de se mettre en conformité avec le droit européen par des associations de défense des migrants, le Conseil d'État français décide de maintenir les contrôles en citant plusieurs nouvelles menaces dont l'arrivée de nouveaux variants du Covid-19, le verdict du procès des attentats du 13 novembre 2015 ou l'attaque de la prison de Hassaké.

#### Adhésion de la Roumanie et de la Bulgarie
La question de la date d'adhésion de la Roumanie et de la Bulgarie à l'espace Schengen a également été sujette à des débats. Les États membres, lors de la réunion des ministres de l'Intérieur des 27, le 9 juin 2011, ont montré leurs divergences sur le sujet. Le Parlement européen avait cependant donné son feu vert à la suite d'un rapport qui attestait de la préparation effective des deux pays quant à l'acquis Schengen. Lors du conseil des ministres de l'Intérieur et de la Justice des 7 et 8 mars 2013, il a été décidé de reporter à la fin de l'année 2013 une éventuelle décision d'adhésion de la Bulgarie et de la Roumanie à l'espace Schengen. En mai 2018, le Parlement européen réclame l'adhésion de ces deux pays ainsi que la Croatie à l'espace Schengen.
En décembre 2023, l'Autriche accepte l'adhésion de la Roumanie et de la Bulgarie à l'espace Schengen pour les voies maritimes et aériennes uniquement pour mars 2024, sorte de compromis avant une adhésion complète qui doit être discutée peu après.
Le 9 décembre 2024, l'Autriche annonce sa décision de lever son veto à l'adhésion complète de la Roumanie et de la Bulgarie à l'espace Schengen.

#### Pandémie de Covid-19
Lors de la pandémie de Covid-19 en 2020-2021, dans un premier temps, la Commission européenne affirme qu'aucune suspension de la libre circulation des biens et des personnes en vigueur dans l'espace Schengen n'est envisagée, le commissaire européen à la Gestion des crises Janez Lenarcic déclarant que « le code Schengen sur les frontières autorise le rétablissement temporaire de contrôles, mais toute décision devrait être prise à certaines conditions ». Très rapidement, cependant, les rétablissements de contrôles sont décidés discrétionnairement par l'ensemble des États de l'espace Schengen. La fermeture « désordonnée et unilatérale » des frontières intérieures à l'espace Schengen, c'est-à-dire sans concertation, s'effectue en contradiction avec l'interprétation du Code de Schengen.
Le passage des frontières intra-européennes est réservé aux déplacements essentiels alors qu'un « rétablissement des contrôles et de la discrétion bureaucratique » est mis en place. Au printemps 2020, par exemple, seuls sont autorisés à rentrer en France les Européens qui y résident, les travailleurs frontaliers, les transporteurs de marchandises, les soignants participant à la lutte contre la Covid-19 ainsi que les membres de familles vivant de part et d'autre d'une frontière. Les mesures sont prises sans coordination entre les États, chaque gouvernement faisant ce qu'il veut.

## Régulations des frontières externes

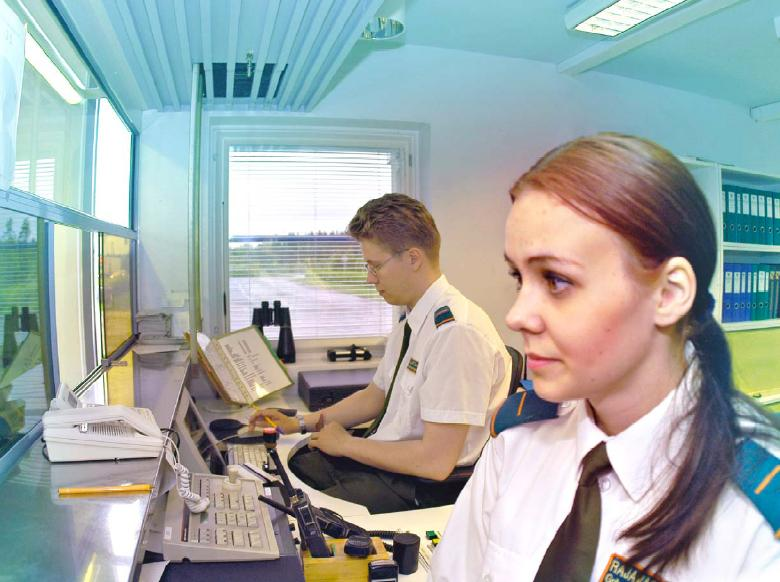
Contrôle des passeports à une frontière extérieure en Finlande.

Les États participants doivent effectuer strictement des contrôles auprès de tous les voyageurs entrant et sortant de l'espace Schengen. Ces contrôles sont coordonnés par l'agence de l'Union européenne Frontex et sont soumis à des règles communes. Les détails des contrôles frontaliers, des surveillances et des conditions d'entrée dans l'espace Schengen sont détaillés de manière exhaustive par le Code frontières Schengen.

### Procédure d'obtention du visa
L'obtention d'un visa Schengen passe par les étapes essentielles suivantes :
1. Il faut d'abord identifier le pays Schengen de la principale destination. Cet élément détermine en effet l'État responsable du traitement de la demande de visa et, par conséquent, l'ambassade ou le consulat auprès duquel on va devoir déposer la demande. Si l'intention est de se rendre dans plusieurs pays Schengen lors du voyage, on doit alors introduire la demande de visa à l'ambassade du pays où on effectuera la première entrée dans l'espace Schengen. Mais si le pays Schengen de la principale destination ou de première entrée ne possède pas d'ambassade ou de consulat dans son pays, on doit alors prendre contact avec la mission diplomatique d'un autre pays Schengen située, en principe, dans son pays et qui représente, aux fins de délivrance du visa Schengen, le pays de la principale destination ou de première entrée.
2. La demande de visa Schengen doit ensuite être déposée auprès de l'ambassade ou du consulat compétent. La demande est faite au moyen d'un formulaire harmonisé, lequel doit être accompagné de son passeport et complété, le cas échéant, par les documents qui justifient de l'objet et des conditions du séjour envisagé (les motifs du voyage, la durée du séjour, les moyens d'hébergement). On devra aussi apporter la preuve de moyens de subsistance, c'est-à-dire les moyens financiers dont on dispose pour couvrir, d'une part, les frais de son séjour compte tenu de sa durée et du lieu où on va résider et, d'autre part, les frais de retour dans son pays. Certaines ambassades ou consulats organisent un entretien personnel avec le demandeur, notamment pour évaluer les motifs du voyage qui sont à la base de la demande de visa.
3. Le voyageur doit enfin disposer d'une assurance voyage qui couvre à concurrence d'un minimum de 30 000 € les frais de rapatriement sanitaire ainsi que les soins médicaux d'urgence survenus lors du séjour. La preuve de cette assurance voyage doit en principe être fournie à la fin de la procédure, lorsqu'une décision positive a été prise quant à l'octroi du visa.

En juin 2019, le code Schengen afin de simplifier l'octroi des visas avec des procédures plus rapides et plus souples.
Prévu en 2024, le European Travel Information and Authorization System (ETIAS) devrait permettre aux ressortissants exemptés de visa de pouvoir voyager vers l'espace Schengen, moyennant un enregistrement préalable en ligne et le paiement de frais de 7 €.

### Contrôle aux frontières
Toutes les personnes traversant les frontières extérieures – entrante ou sortante – doivent au moins faire l'objet d'un contrôle minimal, même si les voyageurs qui ne sont originaires ni de l'UE, ni de l'Espace économique européen (EEE), ni de Suisse doivent en général faire l'objet d'un contrôle approfondi. La seule exception concerne les frontaliers qui sont connus des gardes-frontières : une fois qu'une vérification initiale a démontré qu'il n'y avait pas d'alerte sur leur dossier dans le système d'information Schengen ou dans les bases de données nationales, ils ne peuvent faire l'objet que de contrôles aléatoires occasionnels au lieu des contrôles systématiques,.
En cas de circonstances « exceptionnelles » et « imprévues » qui augmenteraient excessivement le temps d'attente, les contrôles aux frontières extérieures peuvent être temporairement assouplis.

#### Procédures de contrôle
| Procédure | Procédure | Contrôle minimum | Contrôle approfondi (entrant)   | Contrôle approfondi (sortant)   |
| --- | --- | --- | ------------------------------- | ------------------------------- |
| Vérification de l'identité du voyageur sur la base de ses documents de voyage. | Vérification de l'identité du voyageur sur la base de ses documents de voyage. | Oui (Le contrôle doit être « rapide » et « simplifié ».)                                                                                | Oui                             | Oui                             |
| Vérifier que les documents de voyage sont valables et n'ont pas expiré. | Vérifier que les documents de voyage sont valables et n'ont pas expiré. | Oui (Le contrôle doit être « rapide » et « simplifié ».)                                                                                | Oui                             | Oui                             |
| Vérifier que les documents de voyage ne présentent aucun signe de falsification ou de contrefaçon. | Vérifier que les documents de voyage ne présentent aucun signe de falsification ou de contrefaçon. | Oui (Le contrôle doit être « rapide » et « simplifié ».)                                                                                | Oui                             | Oui                             |
| Vérifier que les documents de voyage ne présentent aucun signe de falsification ou de contrefaçon en utilisant des moyens techniques (par exemple les ultraviolets et les loupes) | Vérifier que les documents de voyage ne présentent aucun signe de falsification ou de contrefaçon en utilisant des moyens techniques (par exemple les ultraviolets et les loupes) | Optionnel (Le contrôle doit être « rapide » et « simplifié ».)                                                                          | Optionnel                       | Optionnel                       |
| Vérifier que les documents de voyage ne figurent pas sur une liste de documents volés, inappropriés, perdus, invalides du système d'information Schengen ou d'autres bases de données. | Vérifier que les documents de voyage ne figurent pas sur une liste de documents volés, inappropriés, perdus, invalides du système d'information Schengen ou d'autres bases de données. | Optionnel (Le contrôle doit être « rapide » et « simplifié ».)                                                                          | Optionnel                       | Optionnel                       |
| Consultation du système d'information Schengen et les autres bases de données pour s'assurer que le voyageur ne représente pas une menace pour la sécurité intérieure, les politiques publiques, les relations internationales des États membres de l'espace Schengen ou une menace pour la santé publique. | Consultation du système d'information Schengen et les autres bases de données pour s'assurer que le voyageur ne représente pas une menace pour la sécurité intérieure, les politiques publiques, les relations internationales des États membres de l'espace Schengen ou une menace pour la santé publique. | Optionnel (Sur une base strictement non systématique où une telle menace est « existante », « présente » et « suffisamment sérieuse ».) | Optionnel                       | Optionnel                       |
| Enregistrement des entrées et sorties du voyageur dans une base de données. | Enregistrement des entrées et sorties du voyageur dans une base de données. | Optionnel | Optionnel                       | Optionnel                       |
| Cachet sur les documents de voyage. | Cachet sur les documents de voyage. | Non | Oui (avec certaines exceptions) | Oui (avec certaines exceptions) |
| Vérifier que le voyageur a le visa/permis de résidence approprié (si nécessaire). | Vérifier que le voyageur a le visa/permis de résidence approprié (si nécessaire). | Non | Oui                             | Optionnel                       |
| Vérification de l'authenticité du visa (si nécessaire) et de l'identité du détenteur du visa en consultant le Système européen d'identification des visas. | Vérification de l'authenticité du visa (si nécessaire) et de l'identité du détenteur du visa en consultant le Système européen d'identification des visas. | Non | Oui                             | Optionnel                       |
| Examen des tampons d'entrée et de sortie pour s'assurer que le voyageur n'a pas dépassé la date limite de séjour autorisé. | Examen des tampons d'entrée et de sortie pour s'assurer que le voyageur n'a pas dépassé la date limite de séjour autorisé. | Non | Oui                             | Optionnel                       |
| Vérification du point de départ et de la destination du voyageur. | Vérification du point de départ et de la destination du voyageur. | Non | Oui                             | Non                             |
| Vérification du but du séjour du voyageur. | Vérification du but du séjour du voyageur. | Non | Oui                             | Non                             |
| Vérification des documents et des preuves à l'appui de l'objectif prétendu du séjour du voyageur. | Vérification des documents et des preuves à l'appui de l'objectif prétendu du séjour du voyageur. | Non | Optionnel                       | Non                             |
| Vérifier que le voyageur a les moyens suffisants pour subvenir à ses besoins durant son séjour ainsi que pour assurer ses voyages aller et retour (ou que le voyageur pourra acquérir ces moyens légalement durant son séjour).                                                                             | Vérifier que le voyageur a les moyens suffisants pour subvenir à ses besoins durant son séjour ainsi que pour assurer ses voyages aller et retour (ou que le voyageur pourra acquérir ces moyens légalement durant son séjour).                                                                             | Non | Oui                             | Non                             |

#### Caractéristiques
Les contrôles frontières ont lieu sur les routes traversant une frontière, aux aéroports, aux ports et dans les trains. Généralement, il n'y a pas de barrières le long des frontières terrestres, à part certaines exceptions telles que les barrières de Ceuta et de Melilla ou encore la barrière de la frontière gréco-turque. Cependant, des systèmes de surveillance caméra, dont certains sont équipés de l'infrarouge, se trouvent à certains points critiques, par exemple à la frontière entre la Slovaquie et l'Ukraine (où il y a, à certains endroits, des caméras tous les 186 mètres). Le long de la côte sud des États Schengen, les garde-côtes font des efforts considérables pour empêcher les bateaux privés d'entrer sans autorisation.
À certains points de passage extérieurs, il existe des voies spéciales pour les citoyens de l'Union, les résidents de l'EEE et les citoyens suisses (et leurs familles) et d'autres voies pour tous les autres voyageurs sans distinction de nationalité. Bien que les citoyens andorrans et saint-marinais ne soient pas des citoyens de l'Union ou des ressortissants de l'EEE, ils peuvent néanmoins utiliser les voies spéciales.
Certains postes frontières (principalement des aéroports) disposent de portes de contrôle aux frontières automatisées pour les citoyens de l'Union, les résidents de l'EEE et les nationaux suisses âgés de 18 ans ou plus détenteur d'un passeport biométrique :
- Allemagne : l'aéroport international de Francfort / Rhein-Main[114].
- Finlande : l'aéroport d'Helsinki-Vantaa (aussi valable pour les détenteurs d'un passeport biométrique japonais), le port d'Helsinki et Vaalimaa[115],[116],[117].
- France : l'aéroport de Lyon-Saint Exupéry, l'aéroport Marseille-Provence, l'aéroport de Paris-Charles-de-Gaulle et l'aéroport de Paris-Orly (aussi valable pour les détenteurs d'un passeport non biométrique de l'Union, de l'EEE ou de la Suisse aux caractères lisibles à la machine ou d'une carte de séjour de membre de la famille d'un citoyen de l'Union. Tous ceux ne bénéficiant pas d'un passeport biométrique français doivent toutefois s'enregistrer dans un premier temps.)[118].
- Pays-Bas : l'aéroport d'Amsterdam-Schiphol[119].
- Portugal : l'aéroport de Funchal, l'aéroport international de Lisbonne, l'aéroport João Paulo II et l'aéroport de Porto.
- République tchèque : l'aéroport international de Prague[120].
- Suisse : l'aéroport international de Zurich[121].

Parfois, les contrôles aux frontières externes ont lieu sur des territoires non-Schengen. Ainsi, la France effectue ses contrôles frontaliers pour les voyageurs partant du Royaume-Uni vers l'espace Schengen avant qu'ils n'embarquent dans leurs trains (aux gares de Saint-Pancras, de Ebbsfleet et d'Ashford ou au terminal de l'Eurotunnel de Cheriton) ou ferries (au port de Douvres),. Réciproquement, les voyageurs quittant l'espace Schengen pour le Royaume-Uni par Eurostar sont soumis au contrôle frontalier britannique à Paris-Nord, Bruxelles-Midi, Lille-Europe, Rotterdam-Central ou Amsterdam-Central au moment d'accéder à l'espace sous douane incluant les quais réservés aux seuls trains à destination de Londres-Saint-Pancras.
Les normes Schengen exigent que tous les transporteurs de passagers au travers des frontières extérieures de Schengen vérifient, avant l'embarquement, si le passager dispose de ses documents de voyage et du visa requis pour son entrée dans l'espace Schengen. Cette disposition permet d'empêcher les personnes de demander l'asile au contrôle des passeports après l'atterrissage dans l'espace Schengen. Elle est appliquée aussi, et leur légalité est dans ce cas contestée, aux voyageurs prenant un Eurostar à destination de Londres pour se rendre à une destination Schengen telle que par exemple Lille-Europe.

### Visas pour court séjour et transit

Espace Schengen
Autres membres et territoires de l'UE hors de l'espace Schengen
Visa non nécessaire pour entrer dans l'espace Schengen pour une période de 90 jours
Visa nécessaire pour entrer dans l'espace Schengen et pour transiter par certains États
Visa nécessaire pour entrer dans l'espace Schengen et pour transiter dans l'ensemble des États

Les règles applicables aux visas pour court séjour dans l'espace Schengen sont énoncées dans les règlements de l'Union qui contiennent deux listes : une liste des nationalité (ou types de porteur de document de voyage) qui requiert un visa pour les séjours de courte durée (la liste de l'Annexe I) et une liste qui ne nécessite pas de visa (la liste de l'Annexe II) ; les deux ont été édictées en 2001 et actualisées en 2018.
Une nationalité présente dans la liste ne nécessitant pas de visa exemptera parfois, mais pas toujours, de l'obligation d'obtention d'un permis de travail pour occuper un emploi ou une activité auto-entrepreneuriale durant le séjour (les voyages d'affaires ne sont pas pris en compte),. Les États Schengen peuvent établir des conditions de visa supplémentaires ou octroyer des dérogations pour les personnes détenant des passeports diplomatiques, officiels, ou autres.
Le visa Schengen, lorsqu'il est accordé, se présente sous la forme d'un autocollant apposé par un État membre sur un passeport, document de voyage ou tout autre document valable qui autorise le titulaire à franchir la frontière. Toutefois, le titulaire d'un visa peut toujours se voir refuser l'entrée à la frontière si les exigences requises pour l'admission dans l'espace Schengen ne sont pas remplies.
Les visas pour les séjours de courte durée et les visas de transit sont accordés dans les catégories suivantes, :
- un « visa de transit aéroportuaire » est « un visa valable pour passer par la zone internationale de transit d’un ou plusieurs aéroports des États membres ».
- un « visa uniforme » permet à son détenteur de rester dans l'espace Schengen pour une certaine période. Ces visas sont émis pour des raisons autres que l'immigration, tel que le tourisme, les affaires ou le transit. La durée de validité maximum de ces visas est de un an mais cette durée peut être portée à 5 ans dans des cas exceptionnels. La durée du séjour est au maximum de trois mois par semestre.
- le « document facilitant le transit » (DFT) et le document facilitant le transit ferroviaire (DFTF) sont des documents utilisés pour le transit entre la Russie et l'exclave de Kaliningrad. Un FTD est valide jusqu'à trois ans pour des transits ne dépassant pas 24 heures. Un DFTF est valide jusqu'à 3 jours pour un transit d'une durée maximum de six heures[131].

Normalement, une personne doit présenter une demande de visa Schengen dans son pays de résidence à l'ambassade, au haut-commissariat ou au consulat de l'État Schengen qui est sa destination principale. Il est possible, à titre exceptionnel, d'obtenir un visa Schengen à entrée unique valable pour une durée maximum de 15 jours à l'arrivée à la frontière si la personne peut prouver qu'elle a été incapable de présenter une demande de visa à l'avance en raison de contraintes de temps découlant de raisons de « imprévisibles » et « impératives » dès lors qu'elle satisfait aux critères habituels pour la délivrance d'un visa Schengen. Toutefois, si la personne qui demande un visa Schengen à la frontière se situe dans une catégorie de personnes pour lesquelles il est nécessaire de consulter une ou plusieurs autorités centrales des autres États Schengen, cette personne ne peut se voir délivrer un visa à la frontière que dans des cas exceptionnels : pour des raisons humanitaires, pour des raisons d'intérêt national ou en raison d'obligations internationales. Il s'agira alors d'un « visa à validité territoriale limitée ».

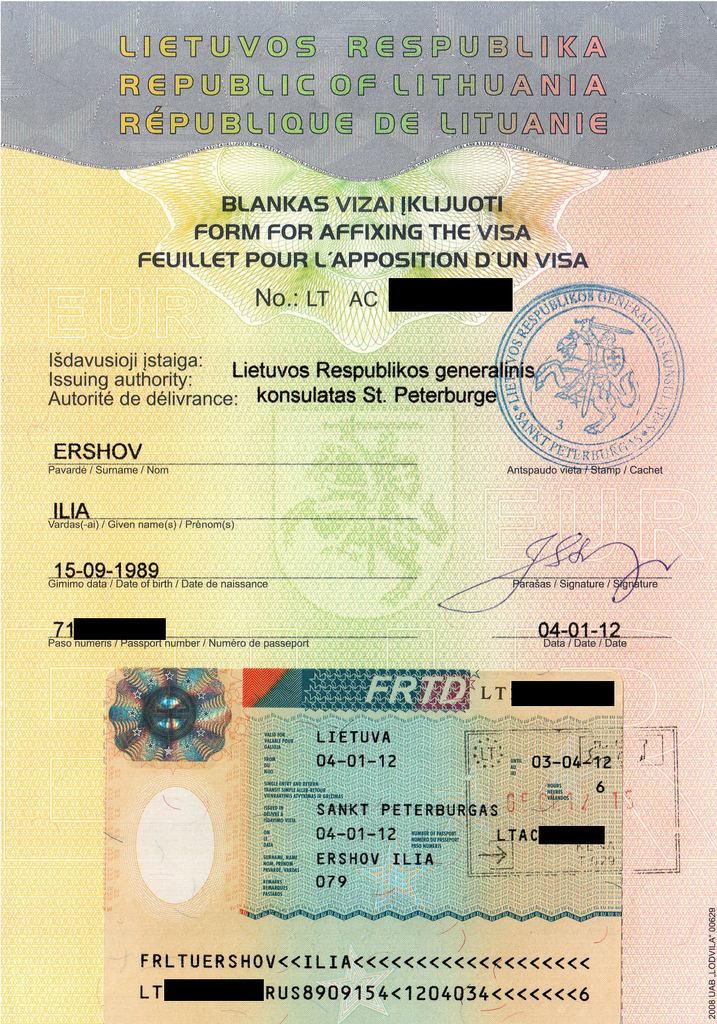
Facilitated Rail Transit Document.
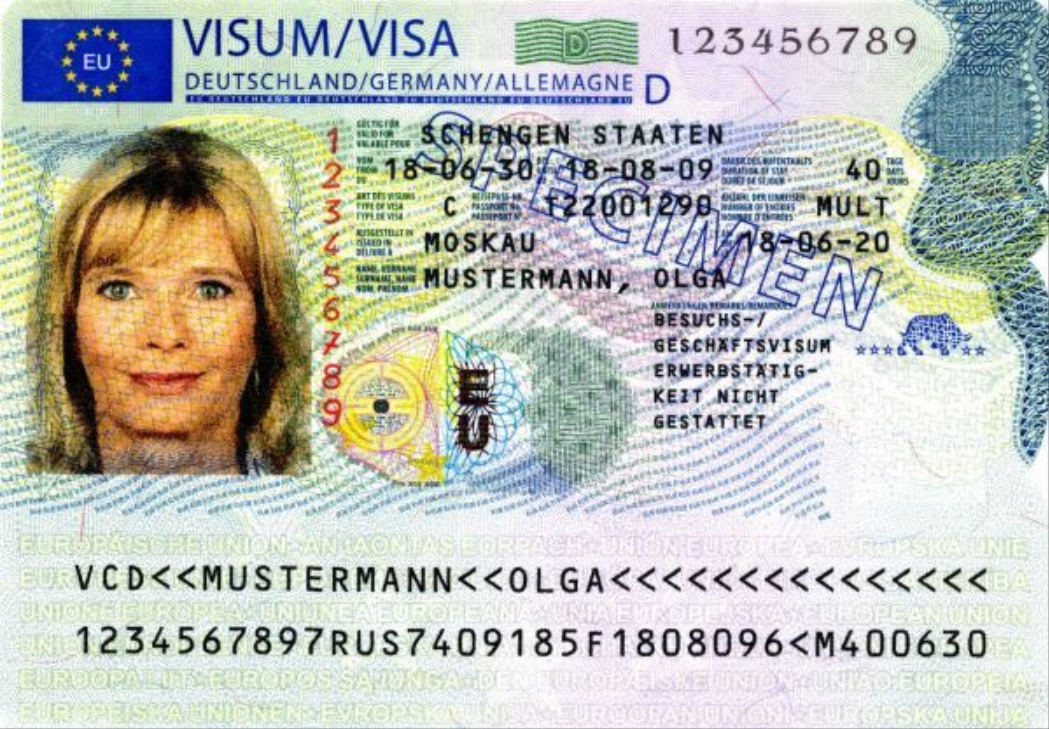
Visa uniforme
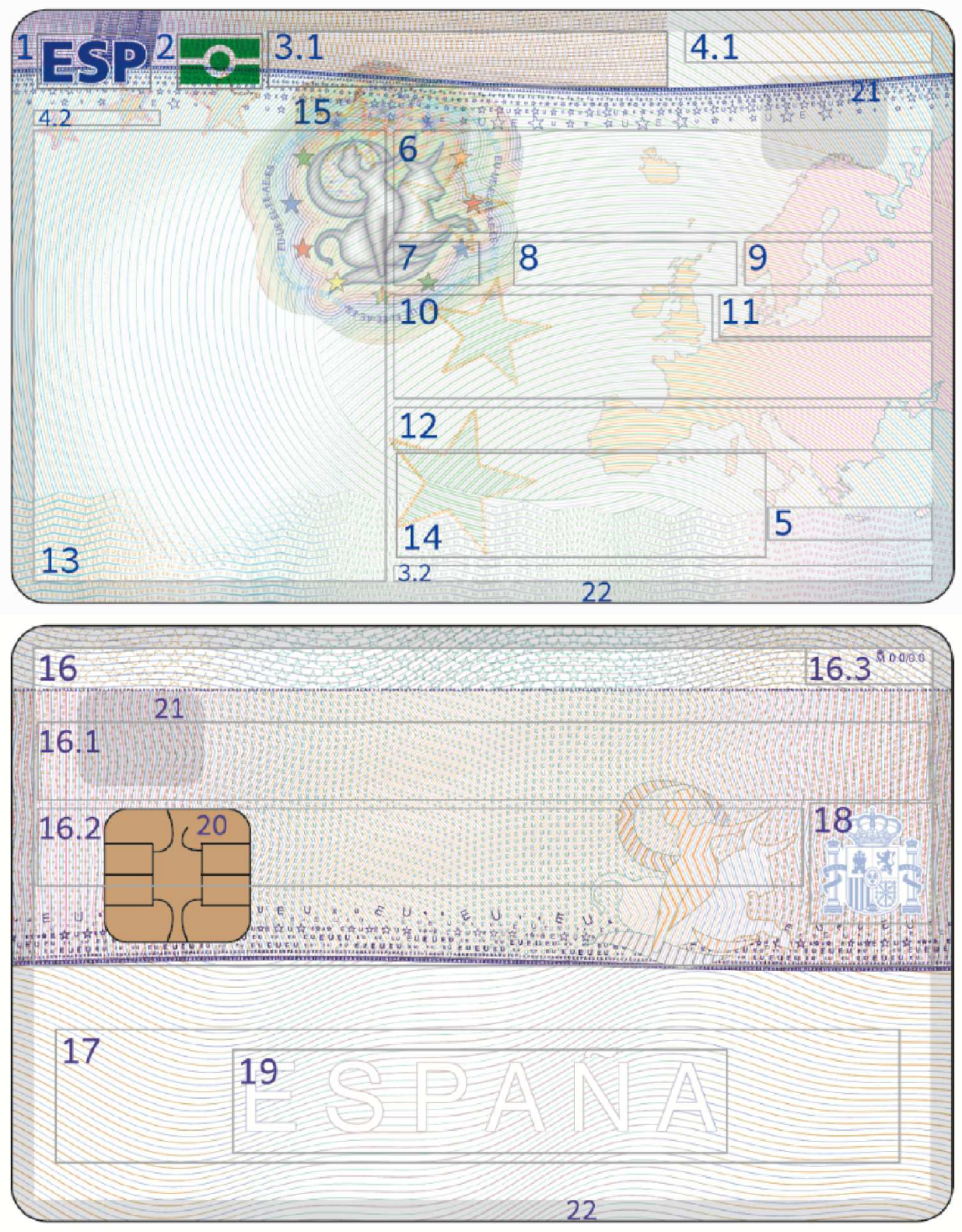
Permis de résidence

| - Albanie - Andorre - Antigua-et-Barbuda - Argentine - Australie - Bahamas - Barbade - Bosnie-Herzégovine - Brésil - Brunei - Canada - Chili - Colombie - Corée du Sud - Costa Rica - Dominique | - Émirats arabes unis - États-Unis - Géorgie - Grenade - Guatemala - Honduras - Hong Kong - Israël - Japon - Kiribati - Kosovo - Macao - Macédoine - Malaisie - Marshall - Maurice | - Mexique - Micronésie - Moldavie - Monaco - Monténégro - Nouvelle-Zélande - Nicaragua - Palaos - Panama - Paraguay - Pérou - Royaume-Uni - Saint-Christophe-et-Niévès - Sainte-Lucie - Saint-Marin - Saint-Vincent-et-les-Grenadines | - Salvador - Samoa - Serbie - Seychelles - Singapour - Salomon - Taïwan - Timor-Oriental - Tonga - Trinité-et-Tobago - Tuvalu - Ukraine - Uruguay - Vanuatu - Vatican - Vénézuela |  |

### Conditions d'entrée pour les ressortissants d'État tiers
La détention d'un visa Schengen ou l'exemption de visa ne permet pas, en soi, à un voyageur d'entrer dans l'espace Schengen. Le Code frontières Schengen liste les conditions auxquelles doivent répondre les ressortissants d'États tiers. Dans ces conditions, un ressortissant d'un État tiers est une personne qui n'est ni citoyen de l'Union, ni d'un État de l'EEE, ni un citoyen suisse (ainsi qu'un membre de la famille d'un citoyen de l'Union en possession d'une carte de séjour de membre de la famille d'un citoyen de l'Union).
Les conditions d'entrée sont les suivantes :
- le ressortissant de l'État tiers est en possession d'un document de voyage valide ou de documents l'autorisant à traverser la frontière ; l'acceptation de ces documents de voyage reste de la compétence de l'État membre concerné[135] ;
- le voyageur possède un visa valide (si celui-ci est requis) ou un permis de résidence valide ;
- le voyageur peut justifier du but et des conditions de son séjour. Il doit aussi avoir des moyens suffisants de subsistance tant pour la durée de son séjour que pour le voyage de retour dans son pays d'origine (cela implique la capacité de subvenir à ses besoins lors d'un éventuel transit dans un pays tiers qu'il est sûr de pouvoir traverser, ou qu'il le pourra légalement dans un futur proche) ;
- le système d'information Schengen ne signale pas d'alerte ou de refus d'entrée pour le voyageur concerné ; et
- le voyageur n'est pas considéré comme une menace aux politiques publiques, à la sécurité interne, à la santé publique ou aux relations internationales de l'un des États Schengen.

Toutefois, même si le ressortissant du pays tiers ne répond pas à l'ensemble de ces critères, il peut se voir accepter l'entrée dans l'espace Schengen, : sur des fondements humanitaires, lorsque l'intérêt national est en jeu, lorsque l'État est lié par une obligation internationale, si la personne–bien que n'ayant pas de visa–répond aux critères d'obtention d'un visa à la frontière, ou si la personne détient un permis de résidence ou un visa de ré-entrée émis par un État Schengen.
Les gardes-frontières doivent cacheter les documents de voyage des ressortissants de pays tiers lorsqu'ils franchissent les frontières extérieures, à tout moment, même en cas de circonstances exceptionnelles et imprévues, y compris lorsque les contrôles sont relâches. Toutefois, les ressortissants de l'Andorre, de Monaco et de Saint-Marin, ainsi que les chefs d'État – dont les visites ont été annoncées par la voie diplomatique –, les détenteurs de permis de circulation transfrontalière locaux et les détenteurs de permis de résidence sont exemptés de cette exigence. Certaines exceptions s'appliquent également aux équipages des navires et avions. Enfin, les ressortissants des pays tiers qui satisfont aux critères d'admission dans l'espace Schengen ne peuvent s'en voir refuser l'entrée pour la seule raison qu'il n'y a pas d'espace vide restant dans leur document de voyage pour apposer un cachet. Le cachet doit alors être apposé sur une feuille de papier séparée.

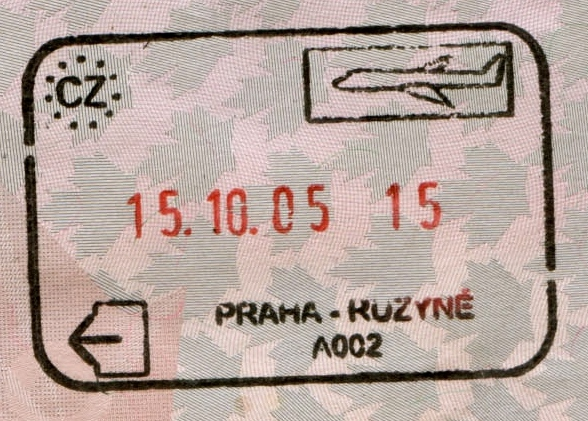
Cachet de sortie pour les voyages aériens (à l'aéroport de Prague).
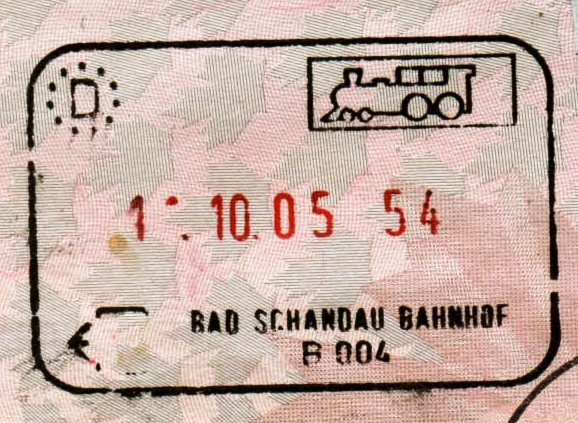
Cachet de sortie pour les trajets ferroviaires (gare de Bad Schandau).
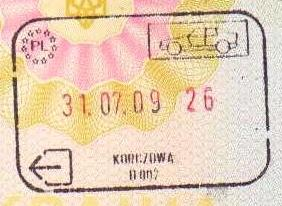
Cachet de sortie pour les trajets routiers (poste frontière de Korczowa).
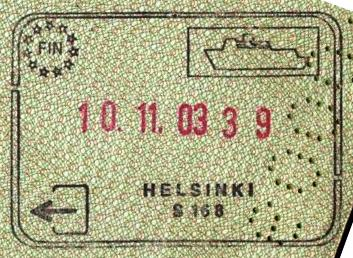
Cachet de sortie pour les trajets maritimes (port d'Helsinki).

### Séjour supérieur à trois mois
Pour les séjours dans l'espace Schengen qui, dans leur ensemble, dépassent trois mois, les ressortissants de pays tiers devront détenir soit un visa de long séjour pour une période ne dépassant pas un an, soit d'un permis de séjour pour une période plus longue. Un visa de long séjour est un visa national, mais est délivré conformément au modèle uniforme. Il permet à son détenteur d'entrer dans l'espace Schengen et de rester dans l'État d'émission pour une période supérieure à trois mois mais pas plus d'un an. Si un État Schengen souhaite permettre au titulaire d'un visa de long séjour de rester plus d'un an, cet État doit lui délivrer un permis de séjour.
Le titulaire d'un visa de long séjour ou d'un permis de séjour est en droit de se déplacer librement au sein des autres États qui composent l'espace Schengen pour une période pouvant aller jusqu'à trois mois par semestre. Les ressortissants de pays tiers qui sont résidents de longue durée dans un État Schengen peuvent également acquérir le droit de circuler et de s'installer dans un autre État Schengen sans perdre leur statut juridique et leurs avantages sociaux.
Toutefois, certains ressortissants de pays tiers sont autorisés à rester dans l'espace Schengen pendant plus de trois mois sans qu'il soit nécessaire, pour eux, de demander un visa de long séjour. L'article 20 paragraphe 2 de la convention d'application de l'accord de Schengen permet à celle-ci de rester applicable en dépit de ces « circonstances exceptionnelles » et des accords bilatéraux conclus par les différents États signataires avec d'autres États avant que la convention ne soit entrée en vigueur. En conséquence, par exemple, les citoyens néo-zélandais sont autorisés à rester jusqu'à 90 jours dans chacun des États Schengen (Allemagne, Autriche, Belgique, Danemark, Espagne, Finlande, France, Grèce, Islande, Italie, Luxembourg, Pays-Bas, Norvège, Pologne, Portugal, Tchéquie, Suède et Suisse) qui avait déjà conclu des accords bilatéraux d'exemption de visa avec le gouvernement de Nouvelle-Zélande avant que la convention ne soit entrée en vigueur,,,. Ainsi, il n'est pas nécessaire de demander un visa de long séjour dans ces pays, cependant, dans les autres pays Schengen la limite de 90 jours sur une période de 180 jours s'applique.

### Déplacement intérieurs pour les familles des ressortissants d'un État membre
Le droit d'entrée dans l'espace Schengen a été étendu aux membres de la famille de ressortissants d'un État membre qui exercent leur liberté de circulation et qui ne sont pas, eux-mêmes, ressortissants de ces États. Toutefois, ces personnes doivent détenir une carte de séjour valide,. Cette disposition est présente dans l'article 5 paragraphe 2 de la Directive 2004/38/CE à condition qu'ils voyagent avec le ressortissant de l'État membre en question ou qu'ils le font dans le but de rejoindre leur conjoint (article 6 paragraphe 2). Si un membre de la famille qui n'a pas la nationalité d'un État membre ne dispose pas d'une carte de séjour ou d'un visa, mais peut prouver son lien familial avec le ressortissant de l'État membre par d'autres moyens, alors un visa lui sera délivré à la frontière,. Toutefois, cette disposition a été mal transposée en droit belge, en droit letton, et en droit suédois et n'a pas du tout été transposé en Allemagne, en Autriche, au Danemark, en Estonie, en Italie et en Lituanie.
En décembre 2008, cinq États membres ne suivaient pas la directive et un visa ou d'autres documents étaient encore requis.
Par exemple, le Royaume-Uni interprète le terme de « carte de séjour » à l'article 5 paragraphe 2 de la directive comme désignant les cartes de séjour britanniques, et ignore les autres cartes en demandant à la place un « permis familial de l'EEE ». Le Danemark et l'Irlande délivrent des cartes de séjour qui n'exemptent pas les membres de la famille de ressortissants d'États membre d'un visa,. L'Espagne n'autorise que les cartes de séjour des « États Schengen », cependant les cartes de séjour britanniques, irlandaises, bulgares, roumaines et chypriotes ne sont pas autorisées. La législation espagnole n'est pas en conformité avec la directive. L'Autriche, à l'instar du Royaume-Uni, demanderait une carte de séjour permanente délivrée par les autorités autrichiennes afin d'autoriser l'entrée sans visa.

### Éléments chiffrés
En 2022, le nombre total de demandes de visas Schengen introduites auprès des consulats des pays de l'espace Schengen dans le monde a été de 7,5 millions, en augmentation de 158 % par rapport à 2021, en raison de la levée des restrictions sur les voyages liées à la pandémie de Covid-19. Ce chiffre est néanmoins en baisse de 55 % par rapport à 2019.
La France est le premier pays quant au nombre de demandes de visa reçues, suivie de l'Allemagne et de l'Espagne. Un quart de toutes les demandes a été déposé en 2022 auprès des consulats français à travers le monde.
Les pays les plus demandeurs sont la Turquie est avec 770 000 demandes, suivie de la Russie et de l'Inde avec respectivement 683 000 et 671 000 demandes, ensuite le Maroc (423 000) et l'Algérie avec un peu moins de 400 000 demandes.

### Régimes spéciaux aux frontières extérieures locales
Les « États Schengen » qui partagent une frontière terrestre extérieure avec un État non-membre de l'UE sont autorisées en vertu du règlement 1931/2006 à conclure ou à maintenir des accords bilatéraux avec les pays tiers voisins dans le but de mettre en place un régime de petit trafic frontalier. Ces accords définissent une zone frontalière qui peut s'étendre sur un maximum de 50 kilomètres de chaque côté de la frontière, permettent la délivrance de permis de petit trafic frontalier locaux pour les résidents de la partie non-Schengen de la zone frontalière. Ces permis sont utilisés pour traverser la frontière extérieure dans la zone frontalière, ne sont pas cachetés à l'entrée ou la sortie de l'espace Schengen. Ils doivent aussi comporter le nom du titulaire, sa photographie, ainsi qu'une déclaration indiquant que son titulaire n'est pas autorisé à se déplacer en dehors de la région frontalière et que tout abus sera passible de sanctions.
Les permis sont délivrés avec une durée de validité comprise entre un et cinq ans afin de permettre un séjour dans la zone Schengen d'un maximum de trois mois consécutifs. Les permis peuvent uniquement être délivrés à des résidents légaux de la zone frontalière qui ont résidé dans ladite zone pendant au minimum un an (ou plus si cela est spécifié par l'accord bilatéral). Les candidats à un permis doivent montrer qu'ils ont des raisons légitimes de franchir fréquemment une frontière terrestre extérieure en vertu du régime de petit trafic frontalier. Les « États Schengen » doivent tenir un registre central des permis délivrés et doivent permettre un accès immédiat aux données pertinentes aux autres « États Schengen ».
Avant la conclusion d'un accord avec un pays voisin, l'« État Schengen » doit recevoir l'approbation de la Commission européenne, qui doit confirmer que le projet d'accord est en conformité avec le règlement. L'accord ne peut être conclu que si les subventions de l'État voisin garantissent des droits au moins réciproques aux ressortissants des États membres résidant dans la partie de Schengen de la zone frontalière, et s'engage pour le rapatriement des personnes qui abusent de l'accord frontalier.
En février 2012, cinq accords de petit trafic frontalier sont entrés en vigueur. Les trois premiers sont : entre la Hongrie et l'Ukraine en janvier 2008, entre la Slovaquie et l'Ukraine en septembre 2008, entre la Pologne et l'Ukraine en juillet 2009. En tant que membre de l'Union européenne, et en anticipant son adhésion dans l'espace Schengen, la Roumanie a passé un accord de petit trafic local avec la Moldavie qui est entré en vigueur en octobre 2010. Le cinquième a été conclu entre la Lettonie et le Belarus et est entré en vigueur en février 2012.
Des accords entre la Pologne et la Biélorussie, la Lituanie et la Biélorussie, la Norvège et la Russie doivent entrer en vigueur en 2012. Un accord entre la Pologne et la Russie (concernant Kaliningrad) a été signé en décembre 2011.
Fin de 2009, la Norvège a commencé à émettre un visa valable un an à entrées multiples, sans l'exigence habituelle d'avoir une famille ou un partenaire en affaires en Norvège, appelé Pomor-Visas, pour les Russes de la région de Mourmansk, et plus tard à ceux de l'oblast d'Arkhangelsk. La Finlande ne planifie pas de créer des permis frontières, mais a émis plus d'un million de visas pour les Russes en 2011, et nombre d'entre eux sont des visas à entrées multiples. L'Union envisage d'augmenter la durée de validité des visas à entrée multiple à 5 ans pour les Russes.
Un accord signé le 18 mars 2016 entre la Turquie et l'Union européenne prévoit d'ouvrir l'accès au court séjour dans l'espace Schengen pour les personnes de nationalité turque en les exemptant de visa.

### Accords spéciaux pour l'adhésion de la Croatie
Il y a une exception à ces règles dans le cas de citoyens croates. Celle-ci repose sur les accords pré-Schengen existant entre la Croatie et ses voisins membres de l'Union européenne (l'Italie, la Hongrie et la Slovénie). Les citoyens croates sont autorisés à franchir la frontière avec seulement une carte d'identité (le passeport n'est donc pas obligatoire). Beaucoup habitent près de la frontière et la traversent plusieurs fois par jour (certains travaillent de l'autre côté de la frontière, d'autres y possèdent une propriété) particulièrement à la frontière avec la Slovénie car la Croatie et la Slovénie faisaient auparavant partie de l'Empire Hasbourg (1527-1918) et de la Yougoslavie (1918-1991). Puisque la Croatie a rejoint l'Union le 1er juillet 2013, une solution transitoire a été approuvée par la Commission européenne : chaque citoyen croate était autorisé à traverser la frontière entre la Hongrie, l'Italie et la Slovénie avec une carte d'identité et une carte frontalière spéciale délivrée par la police croate aux contrôles frontaliers sortants. Les autorités de police de la Hongrie, de l'Italie et de la Slovénie devaient alors apposer un cachet sur cette carte à l'entrée et à la sortie. Cependant, les citoyens croates n'étaient pas encore autorisés à entrer dans les autres États Schengen sans passeport valide.
Cette disposition a existé jusqu'au 1er juillet 2013 quand la Croatie est devenue membre de l'Union européenne. Dès lors, les citoyens croates peuvent entrer dans tous les États membres de l'Union en utilisant leur seule carte d'identité. En juin 2011, la Croatie a commencé à mettre en œuvre les projets et réformes requis pour rejoindre l'espace Schengen.

### États des Balkans
Les citoyens d'Albanie, de Bosnie-Herzégovine, de Macédoine, du Monténégro, et de Serbie, peuvent entrer dans l'espace Schengen sans visa pour une durée maximum de 90 jours. Le 30 novembre 2009, le Conseil pour la justice et les Affaires intérieures a aboli l'exigence de visa pour la République de Macédoine, le Monténégro et la Serbie, et fit de même le 8 novembre 2010 pour l'Albanie et la Bosnie-Herzégovine. Cette première décision est entrée en vigueur le 19 décembre 2009, tandis que la seconde a pris effet le 15 décembre 2010.
Les citoyens kosovares, détenant un passeport du Kosovo, ainsi que les personnes vivant au Kosovo titulaires du passeport biométrique serbe ont encore besoin d'un visa pour voyager dans l'UE. La Serbie a créé la Direction de coordination serbe pour faciliter ce processus. Toutefois, une feuille de route de libéralisation des visas pour le Kosovo devrait être annoncée et négociée dans un avenir proche,,.
Les négociations sur la libéralisation des visas entre l'UE et les Balkans occidentaux (à l'exclusion de la Croatie et du Kosovo) ont été lancées dans la première moitié de 2008, et s'est terminée en 2009 (pour la Macédoine, le Monténégro et la Serbie) et 2010 (pour l'Albanie et la Bosnie-Herzégovine). Avant que les visas aient été abolis, les pays des Balkans occidentaux (Albanie, Bosnie-Herzégovine, la Macédoine, le Monténégro et la Serbie) ont signé des « accords de facilitation des visas » avec les « États Schengen » en 2008. Ces accords de facilitation des visas étaient, à l'époque, censés raccourcir les périodes d'attente, abaisser les frais de visa (dont des visas gratuits pour certaines catégories de voyageurs), et de réduire la paperasserie. En pratique, toutefois, les nouvelles procédures se sont avérées être plus longues, plus lourdes, et plus chères, de telle sorte que beaucoup se sont plaints qu'il était plus facile d'obtenir un visa avant que les accords de facilitation ne soient entrés en vigueur,,.

## Coopération policière et judiciaire
Les normes de Schengen comprennent des dispositions sur le partage d'information sur les personnes, les documents perdus ou volés, les véhicules. Il s'agit du système d'information Schengen. Cela signifie qu'une personne recherchée ne peut pas « disparaître » en passant d'un État Schengen à l'autre.

### Assistance administrative
D'après l'article 39 de la convention de Schengen, les forces de police des États Schengen doivent se garantir entre elles l'assistance administrative nécessaire à la prévention et à la détection des infractions pénales conformément aux lois nationales pertinentes ainsi que dans le cadre de leur compétence. Elles peuvent coopérer par le biais d'organes centraux ou, en cas d'urgence, directement les unes avec les autres. Les dispositions de Schengen autorisent les ministères compétents des États Schengen à s'entendre sur d'autres formes de coopération dans les régions frontalières.
En ce qui concerne les actions qui impliquent la contrainte ou la présence d'officiers de police d'un État Schengen dans un autre État Schengen, des règles spécifiques s'appliquent, basée sur des accords entre les États voisins.

### Observation des passages de frontières
Conformément à l'article 40 de la convention de Schengen, l'observation de la police peut être poursuivie au-delà d'une frontière si la personne observée est présumée avoir participé à une infraction passible d'extradition pénale. L'autorisation préalable du deuxième État second est requise, sauf si l'infraction est listée à l'article 40 paragraphe 7 de la convention de Schengen, et si l'urgence nécessite la poursuite de l'observation sans le consentement préalable du deuxième État. Dans ce dernier cas, les autorités du deuxième État doivent être informée avant la fin de l'observation sur son territoire, et la demande de consentement doit être remise dès que possible. L'observation doit prendre fin à la demande du second État, et, en cas de silence de ce dernier, l'observation doit prendre fin dans les cinq heures. Les policiers du premier État sont liés par les lois du second État, doivent porter des signes montrant qu'ils sont agents de police, et ont le droit de porter leurs armes de service. Ils ne peuvent cependant pas arrêter les personnes observées, et doivent faire un rapport au deuxième État à la fin des opérations. D'autre part, le deuxième État est obligé de collaborer à l'enquête consécutive à l'opération, dont les procédures judiciaires.

### Poursuite
Conformément à l'article 41 de la convention de Schengen, la police d'un État Schengen peut franchir les frontières nationales pour poursuivre sa cible, si elle n'est pas en mesure de prévenir la police du deuxième État avant l'entrée dans ce territoire, ou si les autorités du deuxième États sont dans l'incapacité d'atteindre le lieu de la poursuite à temps. Les États Schengen doivent indiquer s'ils restreignent le droit de poursuite sur leur territoire en temps ou en distance, et si elles permettent aux États voisins d'interpeller les personnes sur leur territoire. Toutefois, le deuxième État est obligé d'arraisonner la personne poursuivie afin d'établir son identité ou de procéder à son arrestation à la demande de l'État poursuivant. Le droit de poursuite est limité aux frontières terrestres. Les agents poursuivants doivent être en uniforme ou se trouver dans des véhicules indiquant leur qualité d'agent de police. Ils sont autorisés à porter leurs armes de service, qui ne peuvent être utilisés qu'en cas de légitime défense. Après l'opération, l'État poursuivant doit remettre un rapport au deuxième État afin de l'informer des résultats de la poursuite.

### Responsabilité et droits
Conformément à l'article 42 de la convention de Schengen, les agents en mission sur le territoire d'un autre États membres seront assimilés aux agents de celle-ci en ce qui concerne les infractions dont ils seraient victimes ou qu'ils commettraient. Conformément à l'article 43 de la convention de Schengen, l'État qui emploie un agent de police est responsable des dommages que celui-ci cause envers un autre État partie.

### Mesures bilatérales approfondies
De nombreux États Schengen ont introduit des mesures bilatérales approfondies en matière de coopération policière dans les régions frontalières, qui sont expressément autorisées par l'article 39 paragraphe 5 de la convention de Schengen. Cette coopération peut inclure des fréquences radio communes pour la police, les centres de contrôle de la police et les unités de recherches dans les régions frontalières. Les signataires du traité de Prüm permettent également l'attribution ad hoc de pouvoir de police aux agents de police des autres États membres de l'Union.

### Assistance légale directe
Les États Schengen sont obligés de se garantir une assistance mutuelle en matière de justice pénale concernant tous les types d'infractions, ce qui inclut les infractions en matière fiscale, et à l'exception de certains petits délits définis à l'article 50 de la convention de Schengen. Un État Schengen peut signifier des documents judiciaires par courrier à un autre État Schengen, mais il doit y joindre une traduction (s'il y a des raisons de croire que le destinataire n'est pas en mesure comprendre la langue originale du document). Les demandes d'entraide judiciaire peuvent être échangées directement entre les autorités judiciaires de l'espace Schengen, sans avoir à utiliser les canaux diplomatiques.
Les articles 54 à 58 de la convention de Schengen détaillent les règles relatives à l'application du principe non bis in idem.

### Drogues et stupéfiants
En vertu de la convention de Schengen, les États Schengen sont tenus dans l'obligation de condamner le commerce illégal de stupéfiants tout en protégeant l'utilisation de certains médicaments qui contiennent certains stupéfiants. Ils doivent également prévoir la confiscation des profits illicites qui découlent du commerce illicites des substances contrôlées. Certaines personnes peuvent être autorisées à transporter des substances réglementées aux fins de leur traitement médical personnel dans le territoire des autres États Schengen.